# Крюкова, Татьяна Александровна
Татья́на Алекса́ндровна Крю́кова (30 декабря 1904, Минусинск, Енисейская губерния — 14 апреля 1978, Ленинград) — советский этнограф, кандидат исторических наук.
Стояла у истоков отечественной этнографии и на протяжении более тридцати лет руководила отделом этнографии Поволжья и Приуралья Государственного музея этнографии народов СССР (с 1992 — Российский этнографический музей).

## Жизнь и деятельность
В 1922 году поступила в Ленинградский государственный университет на отделение языка и литературы факультета общественных наук, который окончила в 1925 году. Специальность — этнолог-лингвист по славяно-русской секции.
В 1925 году (в течение года) Т. А. Крюкова проходила стажировку по славянской филологии в Карловом университете в Праге.
В области этнографии и музееведения Т. А. Крюкова начала работать с 1929 года, вначале в Марийском краеведческом музее г. Козьмодемьянска, а с 1932 года — в Государственном музее этнографии г. Ленинграда (в это время он был ещё Этнографическим отделом Государственного Русского музея). Т. А. Крюкова поступила в музей в качестве младшего научного сотрудника со специальным заданием: работать с коллекциями народов Поволжья, находившимися в Русском и Среднеазиатском отделах.
К 1938 году все коллекции по этнографии народов Поволжья были отобраны и выделены. Происходит формирование самостоятельного отдела этнографии народов Поволжья и Приуралья, во главе которого стал Г. А. Никитин — муж Т. А. Крюковой. Т. А. Крюкова становится старшим научным сотрудником этого отдела. Ими совместно был осуществлён целый ряд экспедиций в Марийскую и Чувашскую Республики.
В 1934—1935 годах состоялись первые экспедиции Т. А. Крюковой в Сторожевский р-н Коми АССР. Основное внимание в этих экспедициях она обращала на сохранение в быту коми-зырян (в р-не Вычегды) уже исчезающих элементов традиционной культуры. Оттуда были привезены две большие (ок. 200 экспонатов) коллекции (5670 и 5775), в которых представлены практически все этнографические темы. Обследованы ею были 3 района, 10 населённых пунктов. Экспонаты, привезённые исследовательницей, представляют значительную историческую ценность, особенно вещи, постепенно ушедшие из повседневного быта народа. Большинство экспонатов позднее были представлены на экспозиции «Народы Поволжья и Приуралья. Конец XIX—XX вв.».
В начальный период Великой Отечественной войны (1941—1942) Т. А. Крюкова оставалась с семьёй в Ленинграде, жила в музее, продолжала работать и в музее — по сохранению уникального музейного фонда, и на оборонных работах. Её муж и коллега, Г. А. Никитин, скончался в блокаде в 1942 году. Т. А. Крюкова была в эвакуации (до 1944 года), а с 1944 года, вернувшись в Ленинград, опять приступила к работе в музее в качестве ведущего научного сотрудника отдела народов Поволжья, позднее, в 1948 году, она стала заведовать этим отделом.
Т. А. Крюкова по совместительству работала преподавателем по общей этнографии в Педагогическом институте им. Герцена и в Ленинградском государственном университете (на Восточном факультете).
В 1958—1972 годах Крюкова работала внештатным старшим научным сотрудником Научно-исследовательского института языка, литературы, истории и экономики при Совете Министров Чувашской АССР по сектору истории.
Т. А. Крюкова является автором более 20 научных работ, в том числе двух монографий. В 1956 году она опубликовала монографическую работу «Материальная культура марийцев». В 1971 году по совокупности печатных работ ей была присуждена учёная степень кандидата исторических наук.

## Почётные звания, награды
- медаль «За оборону Ленинграда»
- медаль «За доблестный труд в Великой Отечественной войне 1941—1945 гг.»
- Заслуженный работник культуры Чувашской АССР
- Заслуженный работник культуры Марийской АССР
- Лауреат Государственной премии Удмуртской АССР

Кандидат исторических наук (1971)

## Публикации Т. А. Крюковой
1. Крюкова Т. А. Никитин Г. А. Секция народов Поволжья в Государственном музее этнографии. // Советская Этнография. — 1941. — Т. 5. — С. 168—171.
2. Крюкова Т. А. «Вождение русалки» в селе Оськине Воронежской области (По материалам экспедиции Государственного музея этнографии 1936 г.). //Советская этнография. — 1947. — № 1. — C. 185—192.
3. Крюкова Т. А. Коллекция Палласа по народам Поволжья. // Сборник Музея антропологии и этнографии. — М.-Л., 1949. — Т. 12.
4. Крюкова Т. А. Современная женская одежда народов Поволжья (удмуртов, мордвы). //Советская этнография. — 1950. — № 2.
5. Крюкова Т. А. Марийская вышивка. — Л., 1951.
6. Крюкова Т. А. К вопросу об изучении современной одежды марийцев. // Учёные записки Марийского научно-исследовательского института язязыка, литературы и истории. — Йошкар-Ола, 1953. — Вып. V.
7. Крюкова Т. А. Материальная культура марийцев. — Йошкар-Ола: Марийское книжное издательство, 1956.
8. Крюкова Т. А. Указатель этнографических коллекций народов Поволжья. — Казань, 1958.
9. Крюкова Т. А., Никитин Г. А. Чувашская народное изобразительное искусство. — Чебоксары: Чувашгосиздат, 1960.
10. Крюкова Т. А. Коллекционные собрания по мордве в Государственном музее этнографии народов СССР. // Труды Морд. н.-иссл. ин-та яз., лит-ры, истор. и экономики. — Саранск, 1966. — Т. 30.
11. Крюкова Т. А. Этнокультурные связи удмуртов с народами Поволжья и Приуралья по данным материальной культуры. // Вопросы финно-угорского языкознания. — 1967. — Вып. 4. — С. 279—286.
12. Крюкова Т. А. Мордовское народное изобразительное искусство. — Саранск, 1968.
13. Крюкова Т. А. Этнографические параллели в одежде финно-угров Поволжья и Сибири. // Вопросы финно-угроведения. — Йошкар-Ола, 1970. — Вып. 5.
14. Крюкова Т. А. Коллекции С. И. Руденко в Государственном музее этнографии народов СССР (Сборник статей). — Л., 1971.
15. Крюкова Т. А., Студенецкая Е. Н. Государственный музей этнографии народов СССР за 50 лет Советской власти. // Очерки истории музейного дела в СССР. — М., 1971. — Вып. 7.
16. Крюкова Т. А. Удмуртское народное изобразительное искусство. — Ижевск-Л., 1973.
17. Крюкова Т. А. Терминология узоров как источник для изучения орнаментального народного искусства. // Сообщения Государственного Русского музея. — М., 1976. — Вып. XI. — С. 9-12.